# 톨미데스
톨미데스(고대 그리스어: Τολμίδης, 라틴어: Tolmides, ? - 기원전 447년)는 제1차 펠로폰네소스 전쟁에서 활약한 고대 아테나이의 장군이다. 그는 기원전 450년대부터 440년대 초기에 아테나이 군의 지휘권을 두고 페리클레스와 뮈로니데스와 경쟁하였다.

## 생애
톨미데스는 톨마이오스의 아들이다. 기원전 455년에 톨미데스는 아테나이 사람들에게 펠로폰네소스반도를 일주하고 약탈하는 것을 제안하고 수용되었다. 그는 4000명의 중장보병을 50척의 삼단노선에 태우고 출항했다. 톨미데스는 메시니아에 있는 메테네를 점령했지만, 스파르타 군의 도착으로 철수를 해야 했다. 그들은 스파르타의 주요 외항 귀테이온 항구를 기습하여, 조선소를 불태웠다. 또한 카루키스, 보이아이, 키테라섬을 차례로 점령하면서 일주했고, 시키온에 상륙하자 맞서 온 시키온 군을 격파하고 시내로 몰아넣었다. 그리고 이오니아해에 있는 섬인 자퀸토스와 케파레니아를 우방으로 삼고, 나우파크토스를 점령하여, 스파르타에 반란을 일으켰지만 패했던 메세니아 사람들을 살게 했다. 이상의 성과를 올린 후 톨미데스는 아테나이로 돌아갔다. 기원전 453년에 그는 에우보이아섬과 낙소스 섬을 탈취하여 아테나이 시민 1000명에게 분배했다.
기원전 447년에 보이오티아가 아테나이에 반란을 일으키자 톨미데스는 아테나이 군 1000명과 동맹군을 이끌고 보이오티아를 침공했다. 그는 카이로네이아를 함락시켰지만, 코로네이아에서 보이오티아, 로크리스, 에우보이아 연합군의 습격을 받아 패배를 당하고 전사했다. 이 코로네이아 전투의 패배로 아테나이는 보이오티아의 지배권을 잃었다.